# 第97屆奧斯卡金像獎
第97屆奧斯卡金像獎（英語：97th Academy Awards）是美國電影藝術與科學學會表彰2024年傑出電影所頒發的獎項。頒獎典禮定於2025年3月2日在美國加州洛杉磯杜比劇院舉行。頒獎典禮將由美国广播公司在美國轉播，並在Hulu上進行直播，這是第一個以此類方式直播的奧斯卡頒獎典禮。喜剧演员柯南·奥布莱恩首次担任奥斯卡主持人，拉兹·卡普尔（Raj Kapoor）和凯蒂·穆兰（Katy Mullan）回归出任执行制片人。
近萬名奧斯卡成員的投票於1月8日開始，原定於2025年1月12日結束，但由於2025年1月加州南部山火的影響，奧斯卡提名投票的截止日期延長至2025年1月17日。後延後至1月23日。
《璀璨女人夢》以13项提名领跑提名名单，《粗野派》和《魔法壞女巫》10项提名紧随其后。最终，《阿诺拉》获得最佳影片奖，同时以五项大奖领跑，《粗野派》三项大奖紧随其后，《沙丘：第二部》《璀璨女人夢》《魔法壞女巫》有两项大奖进账，《教宗選戰》《喵的奇幻漂流》《我不是机器人》《爱乐唯她：纽约爱乐首位女团员》《唯一的家园》《真正的痛苦》《柏树阴影下》《我仍在此》和《懼裂》各获得一项。

## 获奖与提名名单
提名名单于2025年1月23日在美国加利福尼亚州洛杉矶比佛利山塞缪尔·戈尔德温剧院揭晓，由演员雷切尔·森诺特和杨伯文公布。
《璀璨女人夢》以13项提名领跑，超越2000年的《卧虎藏龙》和2018年的《罗马》，成為奥斯卡史上獲得最多提名数的非英语电影，主演卡拉·索菲亚·加斯孔获得最佳女主角奖提名，也成为奥斯卡史上第一位入圍演员类奖项的跨性别演员；导演歌拉莉·花潔成为第九位入圍最佳导演奖的女导演。《粗野派》和《魔法壞女巫》分别以10项提名次之。
繼費爾蘭德·蒙特納哥於1999年第71屆奧斯卡金像獎获得提名後，她的女兒费尔南达·托雷斯憑本屆成为第二位获得奥斯卡影后提名的巴西演员。《喵的奇幻漂流》成为第一部入圍最佳動畫片和最佳国际影片的拉脱维亚电影，也是继2021年的《漂浪人生》后第二部同時入圍上述两奖项的动画电影。《蜗牛回忆录》是继2015年定格动画电影《安諾瑪麗莎》后，第二部获提名最佳动画片的限制级动画片。
以下为完整的提名及得獎名单：
| 最佳影片 - 《阿诺拉》 – 制片人：亚历克斯·可可（Alex Coco）、萨曼塔·权（Samantha Quan）、西恩·貝克 - 《粗野派》 – 制片人：尼克·戈登（Nick Gordon）、布萊恩·楊格（Brian Young）、安德魯·莫里森（Andrew Morrison）、D·J·古根海姆（D.J. Gugenheim）、布拉迪·科貝特 - 《巴布狄倫：搖滾詩人》 – 制片人：弗雷德·伯杰、詹姆斯·曼高德、亚历克斯·海涅曼（Alex Heineman） - 《教宗選戰》 – 制片人：泰莎·罗斯、朱丽叶·豪威尔（Juliette Howell）、迈克尔·A·杰克曼（Michael A. Jackman） - 《沙丘：第二部》 – 制片人：玛丽·帕伦特、凯尔·博伊特、谭雅·拉波因特、丹尼斯·维勒弗 - 《璀璨女人夢》 – 制片人：帕斯卡·科舍特（Pascal Caucheteux）、賈克·歐迪亞 - 《我仍在此》 –制片人：瑪莉亞·卡洛塔·布魯諾（Maria Carlota Bruno）、羅德里戈·特謝拉（Rodrigo Teixeira） - 《五分钱男孩》 – 制片人：蒂蒂·嘉納、傑瑞米·克萊納、喬絲琳·巴恩斯 - 《懼裂》 – 制片人：歌拉莉·花潔、蒂姆·貝文、艾瑞克·費納 - 《魔法壞女巫》 – 制片人：马克·普拉特 | 最佳导演 - 西恩·貝克 – 《阿诺拉》 - 布拉迪·科貝特 – 《粗野派》 - 詹姆斯·曼高德 – 《巴布狄倫：搖滾詩人》 - 賈克·歐迪亞 – 《璀璨女人夢》 - 歌拉莉·花潔 – 《懼裂》 |
| 最佳男主角 - 阿德里安·布罗迪 – 《粗野派》饰演 托特·拉斯洛（László Tóth） - 提摩西·夏勒梅 – 《巴布狄倫：搖滾詩人》饰 鲍勃·迪伦 - 柯爾曼·多明戈 – 《监狱剧院》饰“天命G”约翰·惠特菲尔德（John "Divine G" Whitfield） - 雷夫·范恩斯 – 《教宗選戰》 饰 枢机主教托马斯·劳伦斯（Cardinal Thomas Lawrence） - 賽巴斯汀·斯坦 – 《学徒》 饰 唐納·川普 | 最佳女主角 - 麥琪·麥迪遜 – 《阿诺拉》 饰 “阿妮”阿诺拉·米赫耶娃（Anora "Ani" Mikheeva） - 辛西婭·艾利沃 – 《魔法壞女巫》饰 艾尔法巴·斯洛普 - 卡拉·索菲亚·加斯孔 – 《璀璨女人夢》 饰 埃米莉亚·佩雷斯 /“马尼塔斯”胡安·德尔蒙特（Emilia Pérez / Juan "Manitas" Del Monte） - 黛米·摩尔 – 《懼裂》饰 伊丽莎白·斯派克（Elisabeth Sparkle） - 费尔南达·托雷斯 – 《我仍在此》 饰 尤妮丝·派瓦 |
| 最佳男配角 - 基蘭·克金 – 《真正的痛苦》 饰 本吉·卡普兰（Benji Kaplan） - 尤里·鮑里索夫 – 《阿诺拉》饰 伊戈（Igor） - 爱德华·诺顿 – 《巴布狄倫：搖滾詩人》饰 皮特·西格 - 盖·皮尔斯 – 《粗野派》饰 老哈里森·李·范布伦（Harrison Lee Van Buren Sr.） - 傑瑞米·史壯 – 《学徒》 饰 羅依·科恩 | 最佳女配角 - 佐伊·索尔达娜 – 《璀璨女人夢》 饰 丽塔·莫拉·卡斯特罗（Rita Mora Castro） - 莫妮卡·巴巴羅 – 《巴布狄倫：搖滾詩人》饰 琼·贝兹 - 爱莉安娜·格兰德 – 《魔法壞女巫》饰 葛琳達 - 菲丽希缇·琼斯 – 《粗野派》 饰 托特·伊丽莎白（Erzsébet Tóth） - 伊莎貝拉·羅塞里尼 – 《教宗選戰》饰 修女阿格尼丝（Sister Agnes） |
| 最佳原创剧本 - 《阿诺拉》 – 西恩·貝克 - 《粗野派》 – 布拉迪·科貝特、莫娜·法斯特沃尔德 - 《真正的痛苦》 – 傑西·艾森柏格 - 《九月五日》 – 莫里茨·宾德、蒂姆·费尔鲍姆，联合编剧亚历克斯·大卫（Alex David） - 《懼裂》 – 歌拉莉·花潔 | 最佳改編劇本 - 《教宗選戰》 – 彼得·斯特劳根；改编自羅伯特·哈里斯的同名小說 - 《巴布狄倫：搖滾詩人》 – 詹姆斯·曼高德、杰伊·科克斯；改编自以利亚·瓦尔德的回忆录《迪伦电力全开》（Dylan Goes Electric!） - 《璀璨女人夢》 – 賈克·歐迪亞，联合编剧托马斯·比德盖恩、莉亚·迈修斯、尼古拉斯·利韦基（Nicolas Livecchi），改编自賈克·歐迪亞创作的同名歌剧 - 《五分钱男孩》 – 拉梅尔·罗斯、乔斯林·巴恩斯；改编自科爾森·懷特黑德的同名小说 - 《监狱剧院》 – 编剧：格雷格·奎达尔（Greg Kwedar）、克林特·宾利（Clint Bentley）；剧情：格雷格·奎达尔、克林特·宾利、克拉伦斯·麦克林、“天命G”约翰·惠特菲尔德；改编自约翰·H·理查森（John H. Richardson）的著作《The Sing Sing Follies》 |
| 最佳動畫片 - 《喵的奇幻漂流》 – 金茲·斯巴洛迪斯、馬蒂斯·卡扎（Matīss Kaža）、羅恩·戴恩斯（Ron Dyens）、格雷戈里·扎勒克曼（Gregory Zalcman） - 《腦筋急轉彎2》 – 凱爾西·曼恩、马克·尼尔森（Mark Nielsen） - 《蜗牛回忆录》 – 亚当·艾略特、莉兹·科尔尼（Liz Kearney） - 《酷狗寶貝之復仇企鵝》 – 尼克·帕克、梅林·克羅辛漢（Merlin Crossingham）、理查·比克（Richard Beek） - 《荒野機器人》 – 克里斯·桑德斯、杰夫·赫尔曼（Jeff Hermann） | 最佳国际影片 - 《我仍在此》（巴西）– 导演：華特·薩勒斯 - 《璀璨女人夢》（法國）– 导演：賈克·歐迪亞 - 《喵的奇幻漂流》（拉脱维亚）– 导演：金茲·斯巴洛迪斯 - 《拿针的女孩》（丹麦）– 导演：马格努斯·冯·霍恩 - 《神圣无花果之种》（德国）– 导演：穆罕默德·拉素羅夫 |
| 最佳纪录片 - 《唯一的家园》 – 巴西勒·阿德拉、雷切尔·索尔（Rachel Szor）、哈姆丹·比拉勒（Hamdan Ballal）、尤瓦尔·亚伯拉罕 - 《黑箱日记》 – 伊藤诗织、埃里克·尼亚里（Eric Nyari）、汉娜·阿奎林（Hanna Aqvilin） - 《瓷器战争》 – 布伦丹·贝洛莫、布兰登·贝洛莫、阿妮埃拉·西多斯卡（Aniela Sidorska）、宝拉·迪普雷·佩斯门（Paula DuPré Pesmen） - 《政变的配乐》 – 约翰·格蒙佩雷兹、达安·米利厄斯（Daan Milius）、雷米·格莱蒂（Rémi Grellety） - 《加拿大原住民之殤》 – 朱利安·布雷夫·諾伊斯卡特、艾米莉·凱西、凱倫·奎恩（Kellen Quinn） | 最佳纪录短片 - 《爱乐唯她：纽约爱乐首位女团员》 – 莫莉·奥布莱恩（Molly O'Brien）、丽莎·雷明顿（Lisa Remington） - 《死亡数字》 – 金·A·施耐德、贾尼克·L·罗比拉德（Janique L. Robillard） - 《我准备好了，典狱长》 – 斯姆里蒂·蒙德拉、玛雅·格尼普 - 《事件》 – 比尔·莫里森、杰米·卡尔文（Jamie Kalven） - 《心跳的仪器》 – 艾玛·瑞恩·山崎、埃里克·尼亚里（Eric Nyari） |
| 最佳實景短片 - 《我不是机器人》 – 维多利亚·沃默达姆（Victoria Warmerdam） - 《留置权》 – 山姆·卡特勒-克鲁茨（Sam Cutler-Kreutz）、大卫·卡特勒-克鲁茨（David Cutler-Kreutz） - 《天才少女阿努佳》 – 亚当·J·格雷夫斯（Adam J. Graves）、苏奇特拉·马泰 - 《最后的护林人》 – 辛迪·李（Cindy Lee）、达尔文·肖 - 《无法保持沉默的人》 – 内博伊沙·斯利耶普切维奇（Nebojša Slijepčević）、丹尼尔·佩克（Danijel Pek） | 最佳动画短片 - 《柏树阴影下》– 席林·索哈尼（Shirin Sohani）、侯赛因·莫拉耶米（Hossein Molayemi） - 《毛发再生的男人》 – 尼古拉斯·凯彭斯（Nicolas Keppens）、布莱希特·范·胡尔滕（Brecht Van Elslande） - 《魔糖》 – 西尾大介、鷲尾天（Takashi Washio） - 《漫步至仙境》 – 尼娜·甘茨、斯蒂涅特·博斯克洛珀（Stienette Bosklopper） - 《噫！》 – 洛伊奇·埃斯普切、朱丽叶·马奎特（Juliette Marquet） |
| 最佳原创音乐 - 《粗野派》 – 丹尼尔·布拉姆博格 - 《教宗選戰》 – 沃尔克·贝特尔曼 - 《璀璨女人夢》 – 克莱门特·杜科尔、卡米尔 - 《魔法壞女巫》 – 約翰·包威爾、斯蒂芬·施瓦茨 - 《荒野機器人》 – 克里斯·鲍尔斯 | 最佳原创歌曲 - El Mal –《璀璨女人夢》 - 作词：克莱门特·杜科尔、卡米尔、賈克·歐迪亞 - 作曲：克莱门特·杜科尔、卡米尔 - The Journey –《6888女子营》 - 词曲：戴安·沃伦 - Like a Bird –《监狱剧院》 - 词曲：亚伯拉罕·亚历山大、阿德里安·克萨达 - Mi Camino –《璀璨女人夢》 - 词曲：克莱门特·杜科尔、卡米尔 - Never Too Late –《埃尔顿·约翰：永远不迟》 - 词曲：艾爾頓·強、布兰迪·卡莉、安德鲁·华特、贝尔尼·陶宾 |
| 最佳音效 - 《沙丘：第二部》 – 加雷思·约翰、理查德·金、罗恩·巴特利特、道格·亨普希尔 - 《巴布狄倫：搖滾詩人》 – 托德·梅特兰、唐纳德·西尔维斯特、泰德·卡普兰（Ted Caplan）、保罗·梅西、大卫·贾马尔科 - 《璀璨女人夢》 – 艾尔文·克扎内特（Erwan Kerzanet）、艾梅里克·德沃尔代尔（Aymeric Devoldère）、马克森·杜塞尔（Maxence Dussère）、西里尔·霍尔兹（Cyril Holtz）、尼尔斯·巴列塔（Niels Barletta） - 《魔法壞女巫》 – 西蒙·海耶斯、南茜·纽金特·泰图（Nancy Nugent Title）、杰克·多尔曼（Jack Dolman）、安迪·尼尔森、约翰·马奎斯（John Marquis） - 《荒野機器人》 – 兰迪·汤姆、布赖恩·查姆尼、加里·瑞佐、莱夫·莱弗茨 | 最佳艺术指导 - 《魔法壞女巫》 – 美术指导：内森·克劳利；布景：李·桑德尔斯 - 《粗野派》 – 美术指导：朱迪·贝克尔；布景：帕特里夏·库西亚（Patricia Cuccia） - 《教宗選戰》 – 美术指导：苏西·戴维斯（Suzie Davies）；布景：辛西娅·斯莱特（Cynthia Sleiter） - 《沙丘：第二部》 – 美术指导：帕特里斯·维梅特；布景：肖恩·维奥 - 《吸血鬼：諾斯費拉圖》 – 美术指导：克雷格·拉斯罗普（Craig Lathrop）；布景：比阿特丽斯·布伦特纳（Beatrice Brentnerová） |
| 最佳攝影 - 《粗野派》 – 洛尔·克劳利 - 《沙丘：第二部》 – 格雷格·弗萊瑟 - 《璀璨女人夢》 – 保罗·纪堯姆 - 《玛丽亚》 – 爱德华·拉赫曼 - 《吸血鬼：諾斯費拉圖》 – 贾琳·布拉什克 | 最佳化妆与发型设计 - 《懼裂》 – 皮埃尔·奥利维耶·珀辛（Pierre-Oliver Persin）、斯蒂芬妮·吉昂（Stéphanie Guillon）、玛丽琳·斯卡塞利（Marilyne Scarselli） - 《不同的男人》 – 迈克尔·马里诺、大卫·普雷斯托、克里斯特尔·朱拉多（Crystal Jurado） - 《璀璨女人夢》 – 朱莉亚·弗洛奇-卡博内尔（Julia Floch Carbonel）、伊马纽埃尔·詹维尔（Emmanuel Janvier）、让-克里斯托弗·斯帕达契尼（Jean-Christophe Spadaccini） - 《吸血鬼：諾斯費拉圖》 – 大卫·怀特、特雷西·洛德尔、苏珊妮·斯托克斯-蒙顿（Suzanne Stokes-Munton） - 《魔法壞女巫》 – 弗朗西丝·汉侬、劳拉·勃朗特（Laura Blount）、莎拉·努斯（Sarah Nuth）                                                                |
| 最佳服装设计 - 《魔法壞女巫》 – 保罗·塔泽威尔 - 《巴布狄倫：搖滾詩人》 – 艾丽安·菲利浦 - 《教宗選戰》 – 莉西·克里斯特尔 - 《神鬼戰士II》 – 詹蒂·叶茨、戴夫·克罗斯曼 - 《吸血鬼：諾斯費拉圖》 – 琳达·穆伊尔 | 最佳剪辑 - 《阿诺拉》 – 西恩·貝克 - 《粗野派》 – 扬索·大卫 - 《教宗選戰》 – 尼克·埃默生（Nick Emerson） - 《璀璨女人夢》 – 朱丽叶·韦尔夫林 - 《魔法壞女巫》 – 迈伦·克尔斯坦 |
| 最佳視覺效果 - 《沙丘：第二部》 – 保罗·兰伯特、斯蒂芬·詹姆斯（Stephen James）、里斯·萨尔科姆（Rhys Salcombe）、格尔德·奈夫泽 - 《異形：羅穆路斯》 – 埃里克·巴尔巴、纳尔逊·塞普尔维达-福瑟、丹尼尔·马卡林（Daniel Macarin）、肖恩·马翰 - 《更好的人》 – 卢克·米勒（Luke Millar）、大卫·克莱顿、基思·赫夫特（Keith Herft）、彼特·斯塔布斯（Peter Stubbs） - 《猩球崛起：王國誕生》 – 埃里克·温奎斯特、史蒂芬·翁特弗兰兹（Stephen Unterfranz）、保罗·斯多利（Paul Story）、罗德尼·伯克（Rodney Burke） - 《魔法壞女巫》 – 巴勃罗·赫尔曼、乔纳森·福克纳、大卫·希尔克、保罗·科博尔德 | |

### 多项获奖与提名
| 提名数 | 电影                   |
| ------ | ---------------------- |
| 13     | 《璀璨女人夢》         |
| 10     | 《粗野派》             |
| 10     | 《魔法壞女巫》         |
| 8      | 《巴布狄倫：搖滾詩人》 |
| 8      | 《教宗選戰》           |
| 6      | 《阿诺拉》             |
| 5      | 《沙丘：第二部》       |
| 5      | 《懼裂》               |
| 4      | 《吸血鬼：諾斯費拉圖》 |
| 3      | 《我仍在此》           |
| 3      | 《监狱剧院》           |
| 3      | 《荒野機器人》         |
| 2      | 《狂人法則》           |
| 2      | 《喵的奇幻漂流》       |
| 2      | 《五分钱男孩》         |
| 2      | 《真正的痛苦》         |

| 獲獎数 | 作品             |
| ------ | ---------------- |
| 5      | 《阿诺拉》       |
| 3      | 《粗野派》       |
| 2      | 《沙丘：第二部》 |
| 2      | 《璀璨女人夢》   |
| 2      | 《魔法壞女巫》   |

## 出场及表演嘉宾
以下为颁奖典礼出场嘉宾及表演嘉宾名单（按出场顺序排列）：

### 出场嘉宾
| 名称                                                        | 角色                                                                                              |
| ----------------------------------------------------------- | ------------------------------------------------------------------------------------------------- |
| 尼克·奧佛曼                                                 | 宣布第97届奥斯卡金像奖颁奖典礼开始                                                                |
| 小勞勃·道尼                                                 | 最佳男配角奖                                                                                      |
| 安德魯·加菲爾德 歌蒂·韓                                     | 颁发最佳動畫片獎和最佳动画短片奖                                                                  |
| 莉莉-蘿絲·戴普 艾丽·范宁 约翰·利思戈 康妮·尼爾森 杨伯文     | 颁发最佳服装设计奖                                                                                |
| 艾米·波勒                                                   | 颁发最佳原创剧本奖和最佳改編劇本獎                                                                |
| 史嘉蕾·喬韓森 朱恩·斯奎布                                   | 颁发最佳化妆与发型设计奖                                                                          |
| 荷莉·貝瑞                                                   | 介绍理事会奖得主、引荐致敬芭芭拉·布洛柯里和迈克尔·G·威尔逊的《詹姆斯·邦德系列电影》主题曲串烧环节 |
| 戴露·漢娜                                                   | 颁发影片剪辑奖                                                                                    |
| 达明·乔伊·伦道夫                                            | 颁发最佳女配角奖                                                                                  |
| 班·史提勒                                                   | 颁发最佳艺术指导奖                                                                                |
| 米克·贾格尔                                                 | 颁发最佳原创歌曲奖                                                                                |
| 赛琳娜·戈麦斯 森姆·積遜                                     | 颁发最佳纪录短片奖和最佳纪录片奖                                                                  |
| 麥莉·希拉 麥爾斯·泰勒                                       | 颁发最佳音响奖                                                                                    |
| 盖尔·加朵 瑞秋·曾格勒                                       | 颁发最佳視覺效果獎                                                                                |
| 安娜·德·阿玛斯 斯特林·K·布朗                                | 颁发最佳實景短片獎                                                                                |
| 摩根·弗里曼                                                 | 致敬金·哈克曼、引荐“致敬”环节                                                                     |
| 喬·歐文 戴夫·巴帝斯塔 威廉·達佛 艾芭·羅爾瓦雀 佐伊·索尔达娜 | 颁发最佳攝影獎                                                                                    |
| 佩内洛普·克鲁兹                                             | 颁发最佳国际影片奖                                                                                |
| 馬克·漢米爾                                                 | 颁发最佳原创音乐奖                                                                                |
| 琥碧·戈柏 奧花·雲費                                         | 致敬昆西·琼斯                                                                                     |
| 基利安·墨菲                                                 | 颁发最佳男主角奖                                                                                  |
| 昆汀·塔伦蒂诺                                               | 颁发最佳导演奖                                                                                    |
| 艾瑪·史東                                                   | 颁发最佳女主角奖                                                                                  |
| 比利·克里斯托 梅格·瑞安                                     | 颁发最佳影片奖                                                                                    |

### 表演嘉宾
| 名称                                     | 角色          | 演出节目 |
| ---------------------------------------- | ------------- | --- |
| 迈克尔·比尔登（Michael Bearden）         | 音乐总监 指挥 | 现场管弦乐团指挥 |
| 辛西婭·艾利沃 爱莉安娜·格兰德            | 表演嘉宾      | 电影《魔法壞女巫》插曲联唱： Over the Rainbow Home Defying Gravity                                                                                |
| 瑪格麗特·庫利（舞蹈） LISA Doja Cat RAYE | 表演嘉宾      | 致敬邁克爾·G·威爾遜与芭芭拉·布洛柯里《詹姆斯·邦德系列电影》主题曲联唱： Live and Let Die（LISA） Diamonds are Forever（Doja Cat） Skyfall（RAYE） |
| 洛杉矶大师合唱团                         | 表演嘉宾      | “致敬”环节演唱莫扎特安魂曲选段《末日之泪》 |
| 拉蒂法女皇                               | 表演嘉宾      | 致敬昆西·琼斯环节演唱Ease on Down the Road |

### 理事会奖
學院於2024年11月17日舉行了第15屆年度理事会獎頒獎典禮，頒發了以下獎項：

#### 奥斯卡荣誉奖
- 昆西·琼斯
- 茱麗葉·泰勒（英语：Juliet Taylor）

#### 简·赫尔索特人道精神奖
- 李察·寇蒂斯

#### 歐文·G·撒爾伯格紀念獎
- 邁克爾·G·威爾遜（英语：Michael G. Wilson）和芭芭拉·布洛柯里（英语：Barbara Broccoli）

## 典礼资讯

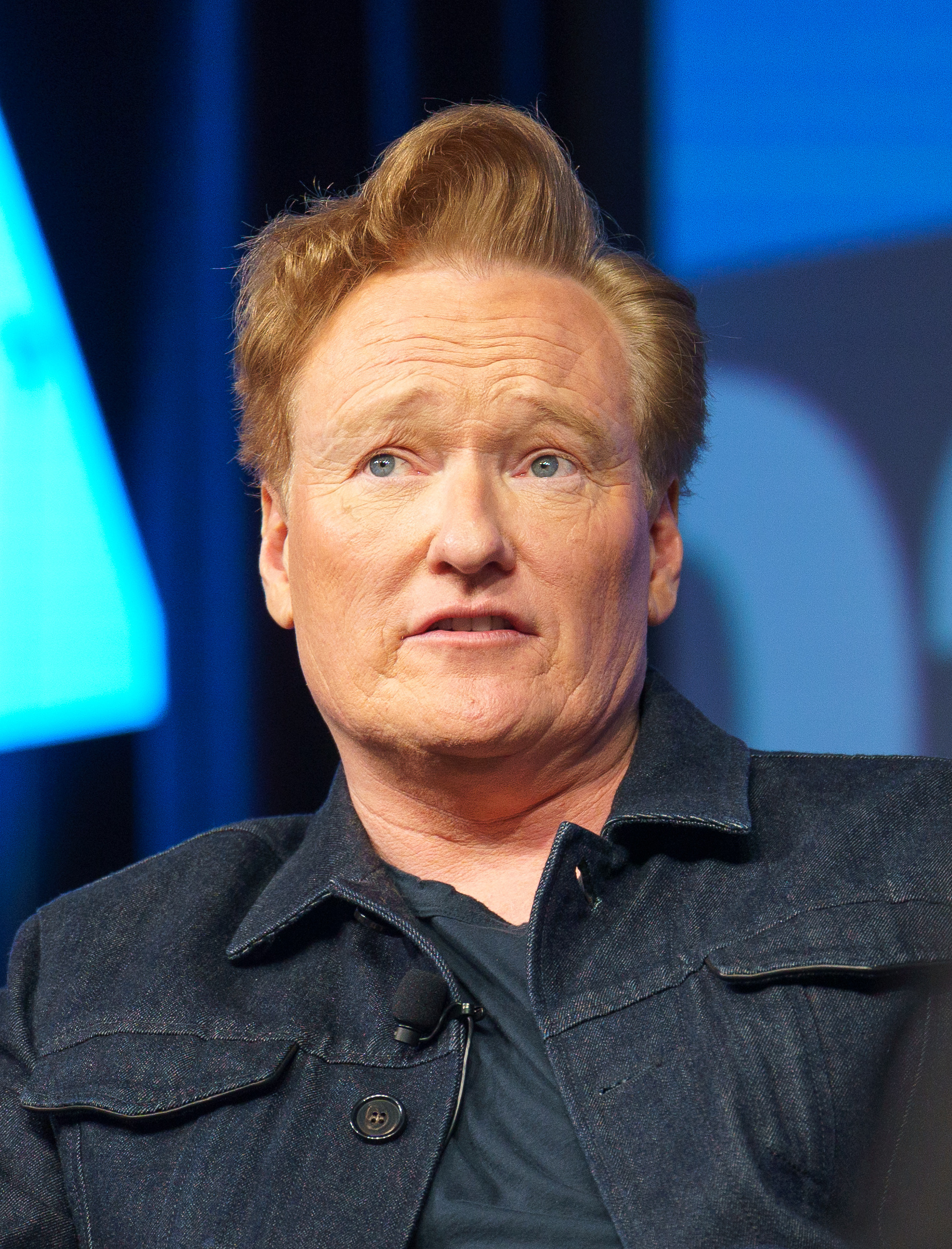
柯南·奥布莱恩担任典礼主持人

2024年10月，学院连续第二年聘请电视制片人拉兹·卡普尔（Raj Kapoor）和凯蒂·穆兰（Katy Mullan），与资深电视导演哈米什·汉密尔顿一同监督2025年颁奖典礼的制作，这也是哈米什第五次担任奥斯卡典礼导演。次月，脱口秀演员柯南·奥布莱恩宣布担任典礼主持人。此前外界盛传学院倾向于设置多位主持人，在整个仪式过程中负责不同的任务，但这个计划因吉米·坎摩爾（2017年、2018年、2023年和2024年的主持人）和呼声较高的约翰·穆拉尼（第14届理事会奖主持人）婉拒后取消。《死侍與金鋼狼》的两位主演萊恩·雷諾斯和休·傑克曼也出现在谣传的主持群名单中，但雷诺斯向Deadline Hollywood表示这种可能性极小，但也希望“有一天”能和杰克曼一起主持。
阿米莉亚·迪莫尔登伯格连续第二年担任社交媒体形象大使兼红地毯记者。本届是Hulu首次转播的奥斯卡。

### 因应加州山火的调整
受加州南部严重山火影响，学院破例将1万名会员的投票截至日期从原本的2025年1月12日推迟到1月17日，提名名单公布日期从1月17日顺延至1月23日。典礼流程也有所调整，最佳原创歌曲奖五首提名作品不会在典礼现场表演，改成展现歌曲创作者的创作思路，以及歌曲背后创意团队的幕后花絮。针对相关安排，词曲作者协会向学院首席执行官、主席、董事会，以及典礼制片人发公开信，敦促撤回决定，惟学院对事件不予置评。歌曲作者名人堂举行线上研讨会，参与者包括所有获得提名的词曲作者，其中《6888女子团》主题曲《The Journey》提名人黛安·沃伦认为学院的决定“极为不尊重人”：“我们创作的歌曲都和电影息息相关。我觉得，提名人和现场观众无法听到这些作品是很不公平的。”

### 加斯科恩争议言论
2025年1月，卡拉·索菲娅·加斯科恩凭《璀璨女人夢》获奥斯卡最佳女主角奖提名后，昔日在社交媒体X发布的仇恨言論被挖出，涉及反伊斯兰、种族歧视、恐同、身體羞辱、反加泰罗尼亚和反華，于2019年至2021年间发表。其中一篇帖文称伊斯兰教“人类传染病的温床”，另一篇形容第93屆奧斯卡金像獎是“非洲韩国人盛会”“黑命贵示威”“国际妇女节”。针对外界如潮水般的批评，加斯科恩删掉了所有涉事帖文并道歉，次日更注销X账号。
然而加斯孔的道歉未能消除外界的批评，舆论要求奥斯卡官方撤销提名的声浪仍不能平息。为此，加斯孔接受CNN西班牙语频道将近一个小时的专访，再度回应争议言论。她在访问中表示：“身为边缘化群体的一员，我十分了解大家的痛苦。对我造成的痛苦，我诚挚向大家道歉。我一生都在为世界变得更好而努力，一直相信光明终将战胜黑暗。我被人评价过，被人谴责过，牺牲过，羞辱过，在未经审判的情况下被惩罚过，没有自我辩护的机会。”她坚持不退出奥斯卡奖角逐：“我不能放弃奥斯卡提名，我没有犯过任何罪，没有伤害过任何人。我不是种族主义者，也不是那种想尽千方百计，让别人认为我是种族主义者的那种人。”被问到重新曝光的争议性推文时，她表示有很多推文已经不认得了，其中一则是2022年的推文，当中她称共同出演《璀璨女人夢》的演员赛琳娜·戈麦斯是“有钱的老鼠”。对此她表示：“这当然不是我写的，我从来不会这样说同事，更不会没有那样说她。”《璀璨女人夢》发行方Netflix表示对CNN的专访不知情，也没有安排这场访问。

### Hulu直播期间服务器故障
在美国地区转播典礼的流媒体平台Hulu多次出现服务器故障，最佳女主角提名者宣读前就提前结束了转播。

### 收视率
根据尼尔森收视率数据，美国有1810万名观众在典礼期间观看美国广播公司的转播（包括ABC电视频道及Hulu流媒体直播的观看人数），人数同比下降7%，为奥斯卡典礼近四年来首次下降。观众年龄分布方面，18–49岁观众的收视率最高，高达3.92，比去年上涨3%，其中又18–34岁的收视率最高，高达3.17，为近五年来最高水平。

## 缅怀
缅怀环节致敬下列过去一年离世的电影工作者（名单按先后顺序排列）：
- 瑪姬·史密芙
- 吉娜·羅蘭茲
- 達布尼·柯曼
- 卢尔德斯·波蒂洛（英语：Lourdes Portillo）
- 迪克·波普（英语：Dick Pope (cinematographer)）
- 菲利斯·达尔顿（英语：Phyllis Dalton）
- 大卫·塞德勒（英语：David Seidler）
- 罗杰·科曼
- 杰夫·拜纳
- 迪安娜·克里滕登（英语：Dianne Crittenden）
- 鮑勃·紐哈特
- 克里斯·克里斯托佛森
- 马歇尔·布瑞克曼（英语：Marshall Brickman）
- 罗伯特·莱默尔（Robert Laemmle）
- M·埃米特·沃尔什（英语：M. Emmet Walsh）
- K·C·福斯（英语：K. C. Fox）
- 安西娅·塞尔伯特（英语：Anthea Sylbert）
- 乔什·韦尔什（Josh Welsh）
- 约翰·F·伯内特（英语：John F. Burnett）
- 弗雷德·罗斯（英语：Fred Roos）
- 珍妮·艾珀（英语：Jeannie Epper）
- 克里斯·纽曼
- 南茜·圣约翰（Nancy St. John）
- 宝拉·韦恩斯坦（英语：Paula Weinstein）
- 特丽·加尔（英语：Teri Garr）
- 鄭佩佩
- 约翰·阿莫斯（英语：John Amos）
- 罗伯特·汤恩（英语：Robert Towne）
- 比尔·科布斯（英语：Bill Cobbs）
- 丽莎·韦斯科特（英语：Lisa Westcott）
- 巴里·迈克尔·库珀（英语：Barry Michael Cooper）
- 伦纳德·恩格尔曼（英语：Leonard Engelman）
- 巴德·史密斯（英语：Bud Smith (film editor)）
- 琳达·奥布斯特（英语：Lynda Obst）
- 亚当·索姆纳（英语：Adam Somner）
- 罗杰·普拉特（英语：Roger Pratt (cinematographer)）
- 查尔斯·谢尔（英语：Charles Shyer）
- 琼·普洛赖特
- 阿努克·艾梅
- 唐纳德·萨瑟兰
- 里奥·查卢基安（英语：Leo Chaloukian）
- 艾伯特·S·鲁迪（英语：Albert S. Ruddy）
- 阿特·埃文斯（英语：Art Evans (actor)）
- 科林·奇尔弗斯（英语：Colin Chilvers）
- 吉姆·陶伯（英语：Jim Tauber）
- 理查德·M·谢尔曼（英语：Richard M. Sherman）
- 扬·A·P·卡兹马雷克（英语：Jan A. P. Kaczmarek）
- 小路易斯·格塞特
- 蒂姆·麦戈文（英语：Tim McGovern）
- 雷蒙德·陈（英语：Ray Chan (art director)）
- 威尔·詹宁斯（英语：Will Jennings）
- 乔恩·兰多
- 北原文（Fumi Kitahara）
- 谢莉·杜瓦尔
- 大卫·林奇
- 詹姆斯·厄爾·瓊斯
- 金·哈克曼
- 昆西·琼斯

未列入名单的已故人士包括阿兰·德龙、蜜雪兒·柴藤伯、托尼·托德、奧莉花·荷西、琳达·拉文、马丁·穆尔、香儂·陶荷提。

## 国际电视转播
以下列表内容来自奥斯卡金像奖官方的转播名单。
- 台灣——台湾电视台
- 香港——ViuTVsix
- 韩国——OCN（录播，韩国时间当晚21:00）
- 日本——NHK（直播），WOWOW（点播）

串流平台直播
- Disney+ (新加坡，马来西亚）